# Sclerolaena lanicuspis
Sclerolaena lanicuspis là loài thực vật có hoa thuộc họ Dền. Loài này được (F. Muell.) F. Muell. ex Benth. miêu tả khoa học đầu tiên năm 1870.

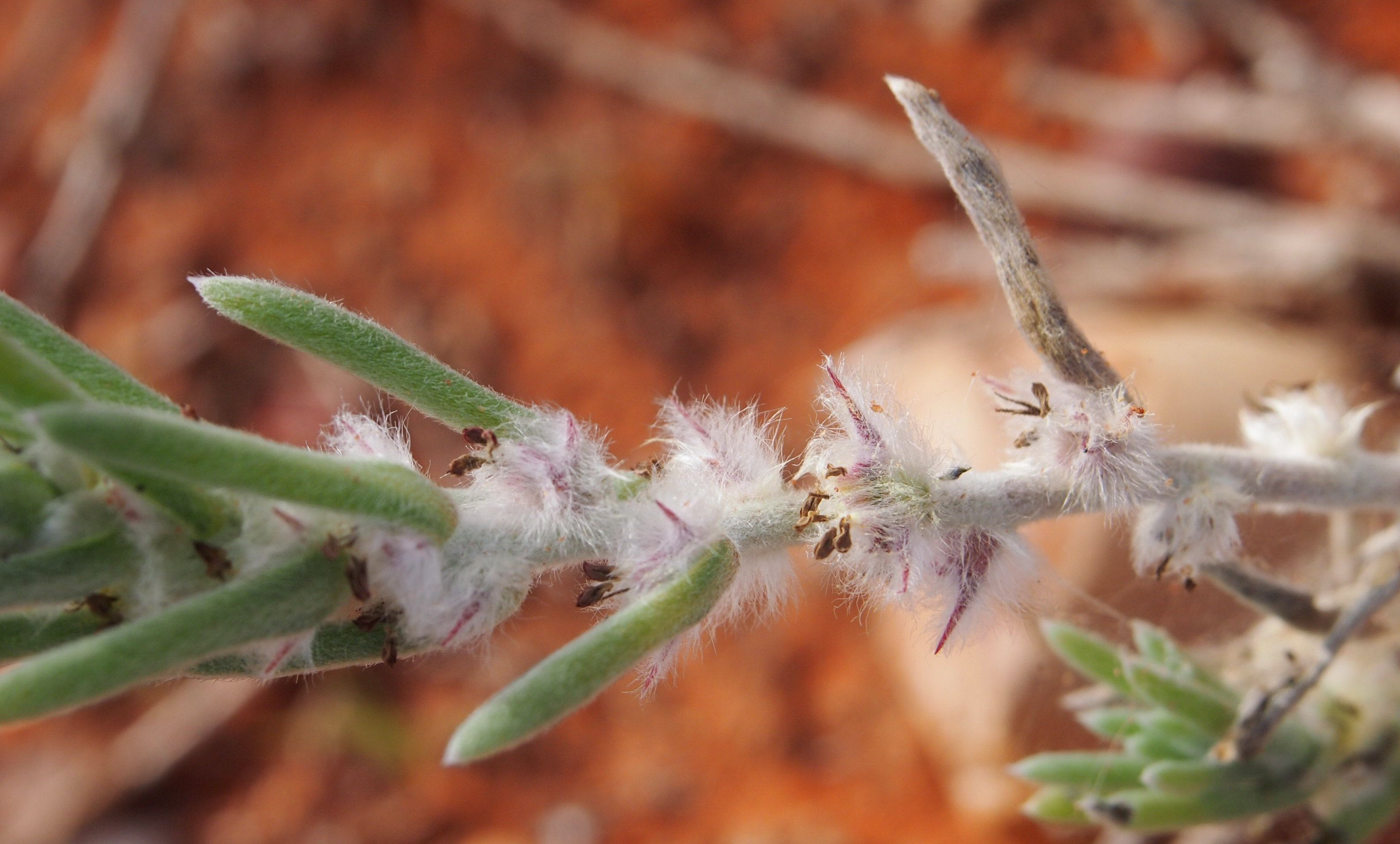
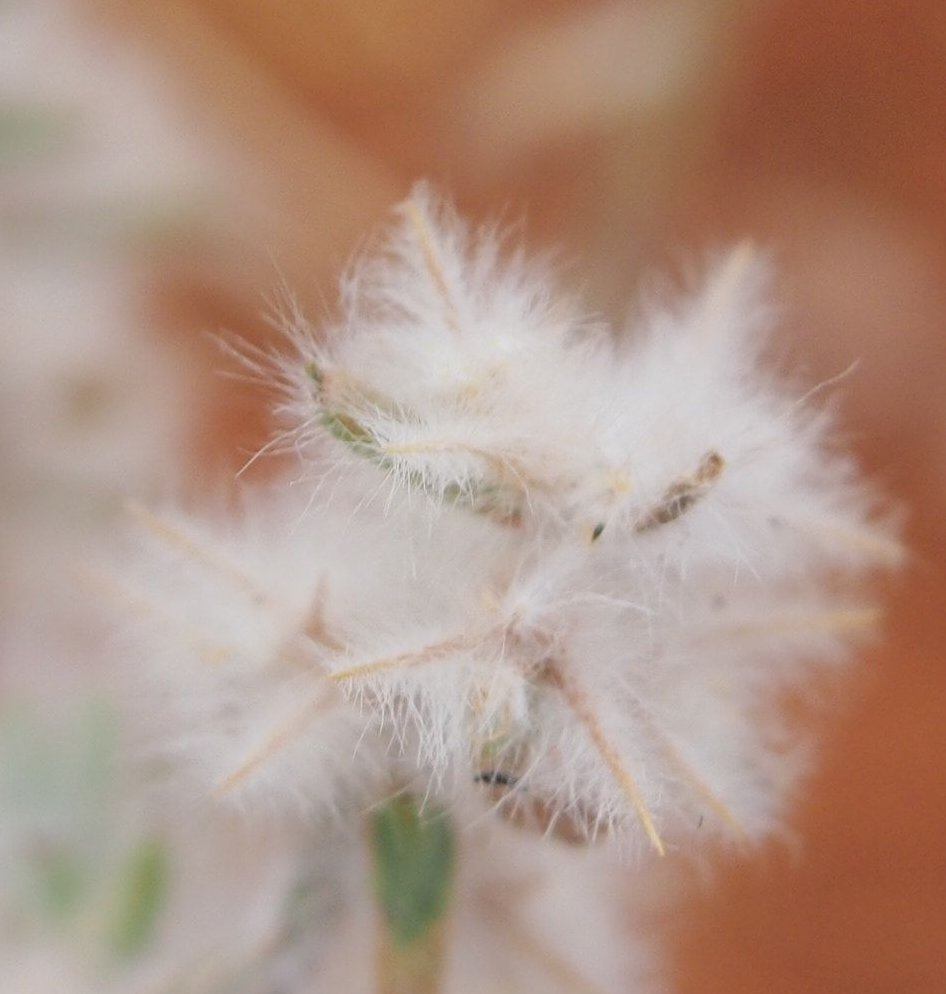
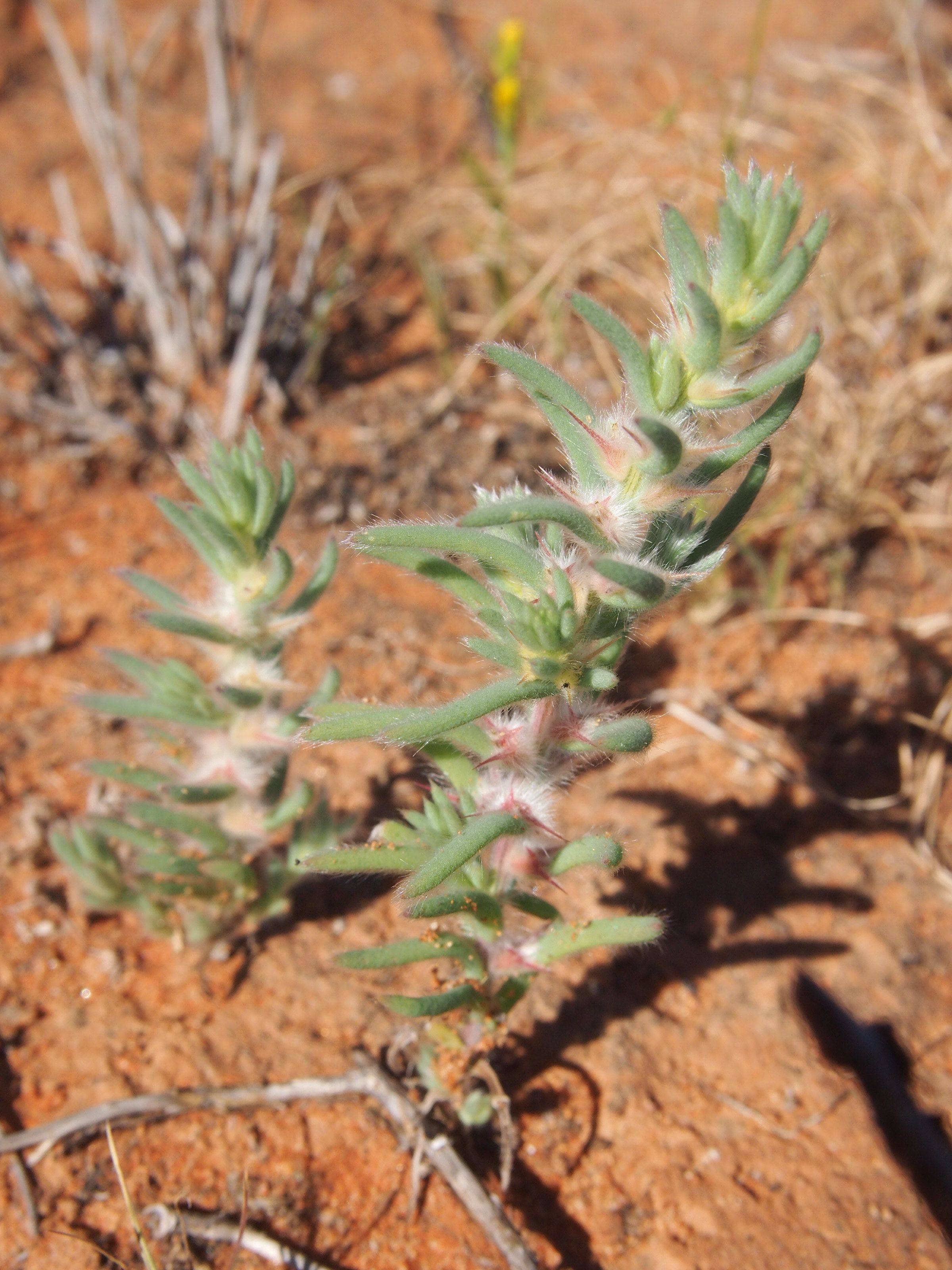
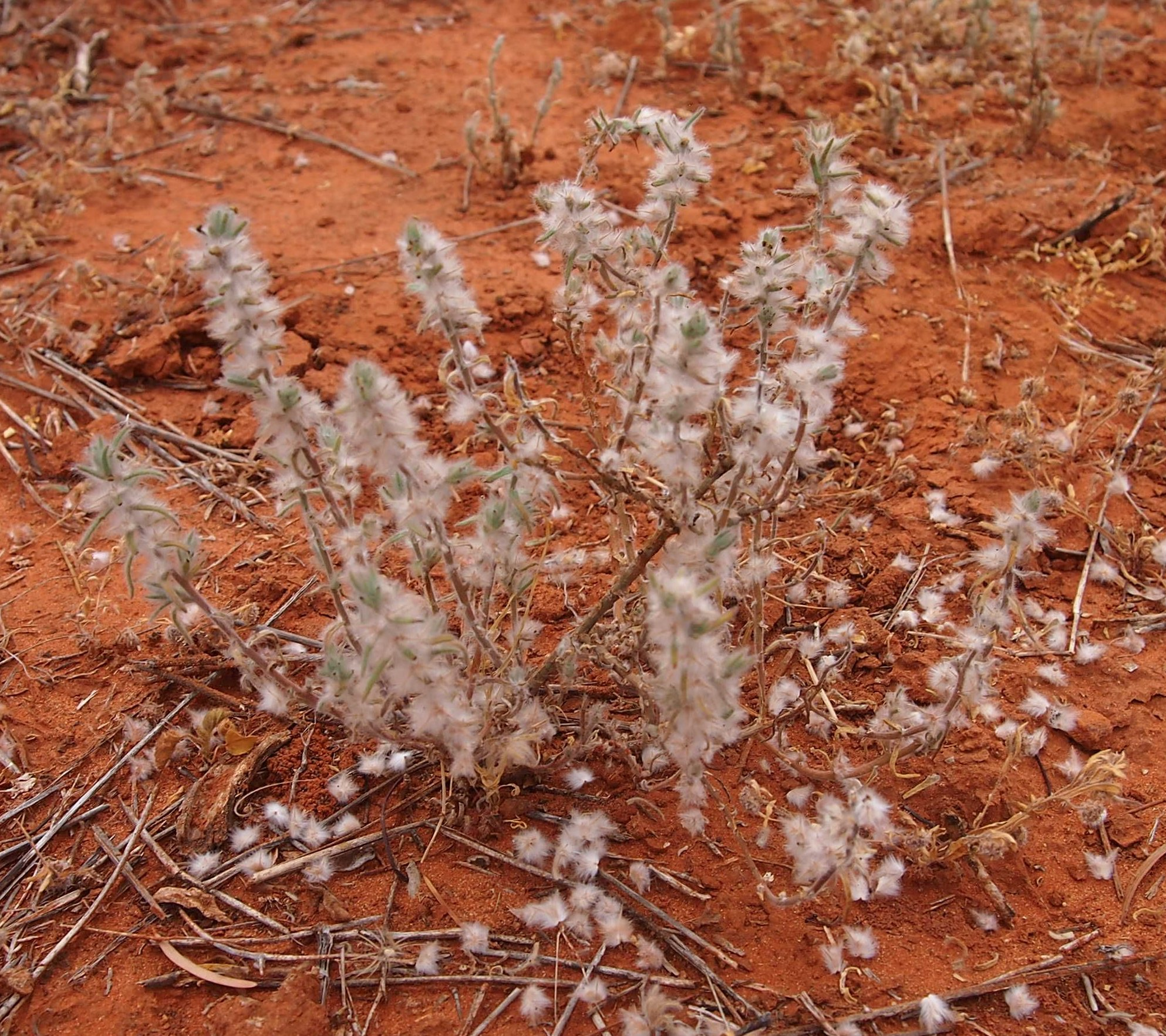